# Moško rokometno društvo Dobova
Moško rokometno društvo Dobova je slovenski rokometni klub iz Dobove. Njegova domača dvorana je športna dvorana Dobova. Trenutno igra v 1. A moški državni rokometni ligi, kar je v bistvu prva slovenska liga.  Klubski navijači imajo ime  Dubufčani. Rokometni klub  je bil ustanovljen leta 1962 a so večkrat spremenili ime kluba (ŠD Slovan Dobova, RK Dobova, RK Italco Dobova, RK AFP Dobova).  

## Člansko moštvo 2017/18
| 1  | Slovenija | Arien Delič       | V  |
| 2  | Slovenija | Tomaž Miklavčič   | DZ |
| 4  | Slovenija | Tadej Dular       | LK |
| 7  | Slovenija | Dorian Markušić   | SZ |
| 8  | Slovenija | Marko Rožman      | DZ |
| 9  | Slovenija | Kristian Humek    | DK |
| 10 | Slovenija | Adam Seferović    | LZ |
| 12 | Slovenija | Kristian Šepetavc | V  |
| 14 | Slovenija | Marko Baznik      | KN |
| 15 | Slovenija | Mario Mustapić    | DK |
| 16 | Slovenija | Luka Prezelj      | V  |
| 20 | Slovenija | Nik Rantah        | SZ |
| 21 | Slovenija | Boris Jazbec      | DK |
| 24 | Slovenija | Denis Zavodnik    | LK |
| 26 | Slovenija | Žan Krnc          | DZ |
| 29 | Slovenija | Matej Kučič       | KN |
| 44 | Slovenija | Dominik Smojver   | KN |
| 73 | Slovenija | Izidor Hotko      | LK |
| 88 | Slovenija | Jure Blaževič     | V  |
| 95 | Slovenija | Denis Hrupič      | DZ |
|    |           |                   |    |